# Zertifikat Deutsch
L'esame di lingua tedesca riconosciuto internazionalmente Zertifikat Deutsch è il risultato della cooperazione tra il Goethe-Institut, l'Österreichischen Sprachdiplom (ÖSD), la Conferenza svizzera dei direttori cantonali della pubblica educazione (CDPE) e la telc GmbH. Lo Zertifikat Deutsch è rivolto principalmente alle necessità degli studenti nell'istruzione per adulti all'estero e in Germania. Recenti sviluppi mettono lo stesso formato d'esame a disposizione anche degli studenti giovani. Di regola gli studenti hanno bisogno dalle 350 alle 600 ore di studio per raggiungere la padronanza della lingua necessaria per superare l'esame. Lo Zertifikat Deutsch si posiziona al livello B1 (livello intermedio o "di soglia") del Quadro comune di riferimento europeo, la scala riconosciuta internazionalmente del Consiglio d'Europa.